# HAPPY DRUG STORE
HAPPY DRUG STORE（ハッピードラッグストア）は、日本のバンド。

## 来歴
2000年9月にテレビ東京系音楽バラエティ番組『輝け!ソングラ天国』に出演した清水和彦ことThe Water Of Lifeと1996年3月にBMGファンハウスからデビューしていた小林宏至の二人で組んだヒロシミ→ズのあとを受け継ぐ形で2001年7月結成されたユニットである（結成当初はバンド的要素が強かった）。
2002年、プライエイドレコーズからマキシシングル「HAPPY★MAKER」でデビューした。以後メンバーの入脱退を繰り返し、同年11月スリーパーズから2ndマキシシングル『やさしいひと』をリリース。以後製作期間に入り、主に清水の地元滋賀県などを中心にラジオなどで活動。主要メンバーの脱退で小林と清水の二人のユニットとなる。
紆余曲折ありながらもプロデューサーに山里剛を迎え、HAPPY DRUG STOREとしての初のアルバムリリースが決定した矢先、2004年1月29日、清水が交通事故にて死去。このことは地元滋賀でも大きく取り上げられた。また、稲田光穂（当時はjunior size）をはじめとする多くのソングラ仲間が追悼のコメントを各々のサイト等に載せていた。
1st発売前に清水追悼企画としてkanaderu.jpにて楽曲の無料配信が行われた。その後2004年3月24日、無事に1stアルバム『HAPPY★BEST』は発売された。この作品はHDSとしては初めてランキング入りした作品となり新星堂の独自インディーズチャート11位を記録した。しかしその後に予定されていたライブはほぼ全て清水和彦追悼企画のものに変更された。
その後は小林宏至のソロユニット的要素が強い中で存在している。2005年5月に2ndアルバム『太陽のシズク』をリリース。その後の7月1日のライブをもって活動を一旦休止することが決定した。
2005年10月にはKAB.、西川進、DJ cool-k、小林宏至で「イツカノオト」という新バンドを結成。現在ファンクラブがこのイツカノオトのファンクラブ『イツカノトモ』として継続されている。オフィシャルでは12月3日に初のライブを敢行。2006年1月28日には1stマキシシングル『手をつなぎたい』をリリース。オリコンでは邦楽人気アーティストチャート第3位を記録。1stライブツアー後にメンバーであるDJ cool-kが脱退。ほぼ同時に深澤秀行が新メンバーとして加入。これでイツカノオトは清水の友人のみでメンバー形成された事となり、今後の新曲では清水和彦の楽曲も積極的にリリースしていく意向があり、第一弾としてアルバム『イツカノオト』には清水の遺作のひとつである「さよなららら」が収録された。2007年6月、イツカノオトの無期限活動休止を発表した。

## メンバー
- 清水和彦（ボーカル&ギター）愛称「兄さん」　※2004年死去
- 小林宏至（ボーカル） 2006年より起業し、兼業音楽家となる
- 大串竜二（The Oystars）（ギター）
  - ※2003年12月脱退　清水死去後一時復帰　2004年10月再脱退
- 大串修二（The Oystars）（ベース）
  - ※2003年12月脱退　清水死去後一時復帰　2004年10月再脱退
- 原田治郎（ドラム）
  - ※2003年12月脱退　清水死去後一時復帰　2004年10月再脱退

## ディスコグラフィ

### マキシシングル
- HAPPY★MAKER
- やさしいひと

### アルバム
- HAPPY★BEST
- 太陽のシズク

### DVD
- HAPPY DRUG STORE
  - これまでの活動の集大成として500枚限定でプレス。
  - HAPPY★MAKER、ホタルノヒカリ、冬の桜、午前の君、らったった、やさしいひとのPVと君の味方、ブルペン、はじまりの歌のライブ映像にインタビューや軌跡、清水存命時の映像などを収録している。各DVDには1〜500のシリアルナンバーが振ってある。

### 代表曲
ホタルノヒカリ
HAPPY DRUG STOREが2002年に発表した楽曲。2004年にkanaderu.jpでフルコーラスを無料配信し、同サイトで総合1位を獲得した。
メンバーの清水死去後以降が楽曲としての知名度が上昇した。
やさしいひと
HAPPY DRUG STOREが2002年に発表した楽曲。2ndシングルの1曲目でもあり、2005年のHAPPY DRUG STOREの活動休止のライブでは同曲のプロモーションビデオを会場全体で作ろうという計画を実現させた。
2004年にはkanaderu.jpでフルコーラスを無料配信し、同サイトで高順位を獲得した。ホタルノヒカリ同様にメンバーの清水死去後のほうが楽曲としての知名度が上昇した。清水がメインボーカルを取っている曲としても知られ、歌詞が共感を呼んだ。
君の味方
kanaderu.jp配信曲で、2ndアルバムの初回ボーナス・トラック。詳しくは君の味方の項を参照。
シャワー
2ndアルバムのリード楽曲。詳しくはシャワーの項参照。